# Bandiera del Territorio del Litorale
La bandiera del Territorio del Litorale, uno dei soggetti federali che compongono la Federazione russa, è un tricolore diagonale rosso, bianco e azzurro. All'estremità superiore sinistra viene raffigurata una tigre siberiana, simbolo che compare anche nello stemma regionale.
La bandiera venne adottata con la risoluzione n° 25 del 22 febbraio 1995.